# National Rugby League

Ancient logo de la National Rugby League.

Pour les articles homonymes, voir NRL.
La National Rugby League (souvent désignée par le sigle NRL) est l'une des deux compétitions inter-clubs de rugby à XIII les plus prestigieuses du monde avec la Super League. Elle se déroule en Australie et en Nouvelle-Zélande. Née en 1998 de la fusion de deux compétitions, l'Australian Rugby League (ARL) et la Super League d'Australie, elle fonctionne sur un système de franchises dans un championnat fermé, c'est-à-dire qu'il n'y a pas de relégation. Elle est composée de dix-sept franchises toutes australiennes à l'exception d'une qui est néo-zélandaise, les New Zealand Warriors.
Elle se déroule en deux phases, tout d'abord un championnat où toutes les franchises disputent 25 matchs puis un tournoi final où les huit meilleures formations prennent part à un système de playoffs  qui mène à une finale où est désigné le champion de la compétition. Le vainqueur dispute ensuite le World Club Challenge qui l'oppose au vainqueur de la Super League. Le tenant du titre est l'équipe des Penrith Panthers, vainqueurs en 2021, 2022, 2023 et 2024.
La NRL est l'une des compétitions sportives les plus populaires d'Australie, en termes d'affluences, d'audiences TV et de merchandising. Mais sa popularité tend à s'étendre à toute l'Océanie, notamment avec les succès des Auckland Warriors, équipe néo-zélandaise, au début des années 2020. Les matchs de la NRL sont de plus en plus diffusés dans le reste du monde, principalement au Royaume-Uni, mais pas uniquement.

## Historique

### Les origines

Le logo du Telstra Premiership.

Le championnat de Nouvelle-Galles du Sud de rugby à XIII (New South Wales Rugby League : NSWRL) est le championnat le plus prestigieux de rugby à XIII d'Australie. Disputé depuis 1908, il regroupe uniquement des franchises de Nouvelle-Galles du Sud.
Au début des années 1980, un nouveau format de compétition voit le jour avec la création du State of Origin en 1980, compétition inter-étatique entre une sélection de Nouvelle-Galles du Sud et une sélection du Queensland. La NSWRL adopte en 1982 un nouveau sponsor commercial qui récompense le vainqueur de la finale de la NSWRL avec le trophée « Winfield Cup » (en référence à la marque de cigarettes Winfield) ; également cette même année, deux franchises non basées à Sydney prennent part à la compétition : Canberra Raiders de Canberra et Illawarra Steelers de Wollongong. Bien que ce mouvement apporte un regain d'intérêt à cette compétition en Nouvelle-Galles du Sud, cela est le début de la cession de quelques franchises traditionnelles basées à Sydney et du championnat de Brisbane de rugby à XIII. L'année suivante, l'une des franchises fondatrices de la NSWRL, les Newtown Jets, est forcée de se retirer du championnat en raison de difficultés financières.
Une plus grande expansion est entreprise lors de la saison 1988 avec trois franchises intégrant la NSWRL non basées à Sydney : les Newcastle Knights et deux équipes du Queensland les Brisbane Broncos et les Gold Coast-Tweed Giants. Les deux premières franchises deviennent rapidement performantes et populaires, démontrant désormais que la NSWRL est une compétition nationale. Ceci est confirmé lors de la saison 1995 avec la prise de contrôle de la compétition par l'Australian Rugby League (ARL), à la place de la NSWRFL, et l'incorporation de quatre nouvelles équipes hors de Nouvelle-Galles du Sud : Auckland Warriors, South Queensland, North Queensland et Perth. Le championnat 1996 fait alors place à vingt franchises.

### Mise en place de la National Rugby League

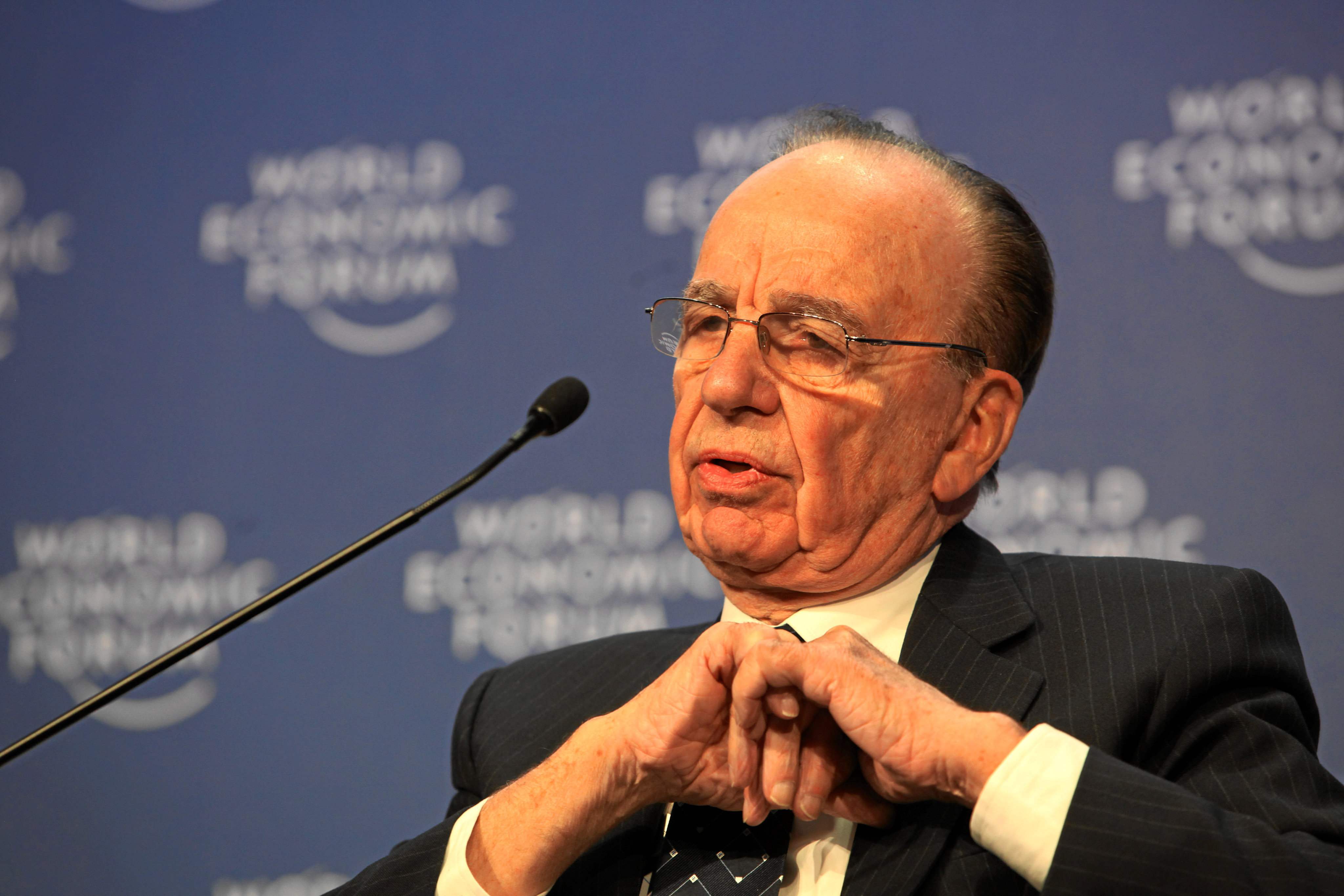
Rupert Murdoch, actionnaire majoritaire de News Corporation.

La mise en place d'un championnat réellement national en Australie ajoutée à l'arrivée de la télévision payante en Australie attire l'attention d'un groupe de médias - News Corporation - qui remet en question le professionnalisme du rugby à XIII australien, c'est le début de la guerre de la Super League. L'origine de cette « guerre » est un conflit entre Kerry Packer (Channel 9) et Rupert Murdoch (News Limited) au sujet de l'obtention des droits télévisuels, ce dernier décidant de former son propre championnat - la Super League - qui est constitué par quelques franchises venues de l'Australian Rugby League et attirant quelques-uns des meilleurs treizistes grâce à de hauts salaires.
Deux championnats parallèles se disputent donc en 1997, avec au total vingt-deux équipes, ce qui a pour conséquences une baisse de la fréquentation des stades et la difficulté de lever des fonds. Ainsi en fin d'année, de nombreuses franchises se trouvent en situation financière délicate. L'ARL entreprend de vouloir réintégrer les franchises traditionnelles parties en Super League pour une réunification des deux championnats. Après une période de négociations avec News Corporation, le 23 septembre 1997 l'ARL annonce former un nouveau championnat pour la saison 1998, information confirmée le 7 octobre 1997 par Rupert Murdoch. Le 19 décembre 1997, les franchises de l'ARL acceptent l'offre de News Limited pour fusionner les deux championnats pour la saison 1998.
La saison inaugurale de la nouvelle National Rugby League se déroule ainsi en 1998 avec la participation fixée à vingt franchises dont l'arrivée du Melbourne Storm créé par la Super League préalablement pour la saison 1998. En revanche, certains franchises ayant disputé la Super League doivent disparaître : les Hunter Mariners (en concurrence avec les Newcastle Knights) et les Perth Reds, ces derniers ayant de lourdes dettes après seulement une année d'existence. De son côté, l'ARL décide d'exclure les South Queensland Crushers pour raisons financières. En fin d'année 1998, deux autres franchises se retirent de la compétition, d'un côté les Adelaide Rams et de l'autre les Gold Coast Chargers, bien que ces derniers aient réalisé des profits durant la Super League.

### National Rugby League

#### 1998 - 2002: la rationalisation
Une des conditions de l'accord passé entre l'ARL et News Limited était que la compétition passe à quatorze franchises en 2000. Ainsi en 2000, chaque franchise doit solidifier différents paramètres tels que le sponsoring, les affluences, le succès sportif et la qualité du jeu. Il est également possible aux franchises de fusionner en échange d'une aide financière ce qui peut leur garantir une place dans la ligue en 2000, cette solution est prise par les St. George Dragons et Illawarra Steelers qui deviennent les St. George Illawarra Dragons le 23 septembre 1998,,.
Lors de la finale 1999, un record mondial est battu, celui de la plus forte affluence lors d'un match de rugby à XIII - où 107 999 spectateurs prennent place au Stadium Australia pour assister à la victoire du Melbourne Storm contre les St. George Illawarra Dragons.
En 2000, les franchises de Balmain et Western Suburbs fusionnent pour devenir les Wests Tigers, imités par North Sydney et Manly-Warringah qui deviennent les Northern Eagles. Également, de nombreuses franchises décident alors d'adopter de nouveaux logos pour des raisons de marketing.
Alors qu'en fin d'année 1999, South Sydney est exclu de la compétition pour ne pas avoir rempli les critères fixés lors de l'accord entre l'ARL et News Limited, le 11 novembre 2001, près de 80 000 personnes manifestent pour le retour de l'équipe dans le championnat. Les dirigeants de la NRL céderont sous cette pression populaire et les Rabittohs seront réintégrés en 2002 après avoir fait appel d'un jugement judiciaire qui allait dans le sens de la NRL.
De même, la franchise d'Auckland Warriors a de nombreuses difficultés financières. Malgré le départ de nombreux joueurs, la franchise est rebaptisée New Zealand Warriors, adopte de nouvelles couleurs (noir et gris) et axe son recrutement sur les joueurs néo-zélandais. Ces décisions amènent vite le succès sportif puisque la franchise dispute la finale de la NRL en 2002.
Cette période sur le plan sportif est dominée par les Brisbane Broncos, vainqueurs de la NRL et de la saison régulière en 1998 et 2000, le titre en 1999 revient au Melbourne Storm, celui de 2001 aux Newcastle Knights. Seule l'année de 2002 sourit à une franchise de Sydney avec la victoire des Sydney Roosters.

#### 2003-2005: record de popularité

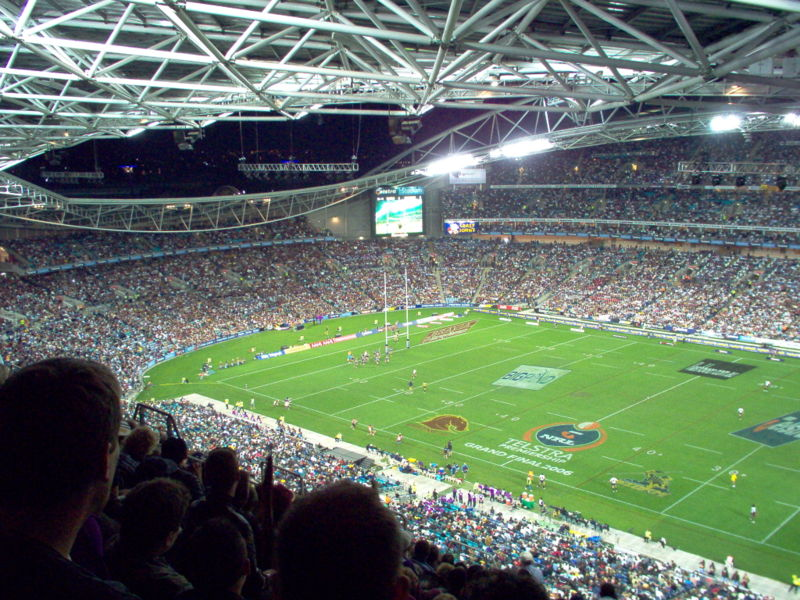
Finale de la NRL au Telstra Stadium.

Après le désastre financier et populaire occasionné par la guerre ARL/Super League, la NRL reconquiert son public petit à petit en raison de la stabilité de la nouvelle ligue. La moyenne de spectateurs est battue après chaque saison, pour établir en 2005, une moyenne de 17 337 spectateurs par match, record tenu jusqu'en 2010. De 2004 à 2005, le revenu des sponsors augmente de 39 %, la vente de merchandising de 41 % et le nombre de licenciés de 12 %.
En 2003, La NRL constate que les Canterbury-Bankstown Bulldogs n'ont pas respecté le plafond salarial lors de la saison 2002 et pour cette faute, la franchise est amputée de 34 points lors de la saison 2003 et termine dernière de la saison régulière alors qu'elle occupait la première place. Toutefois, la franchise retrouve vite les premières places puisque la saison suivante en 2004, ils remportent la NRL. Ces trois années sont animées par les performances des Penrith Panthers (vainqueurs de la NRL en 2003), les Bulldogs, les Wests Tigers (vainqueurs de la NRL en 2005) et les Sydney Roosters (finalistes de la NRL en 2003 et 2004).

#### 2006-2008: domination du Melbourne Storm

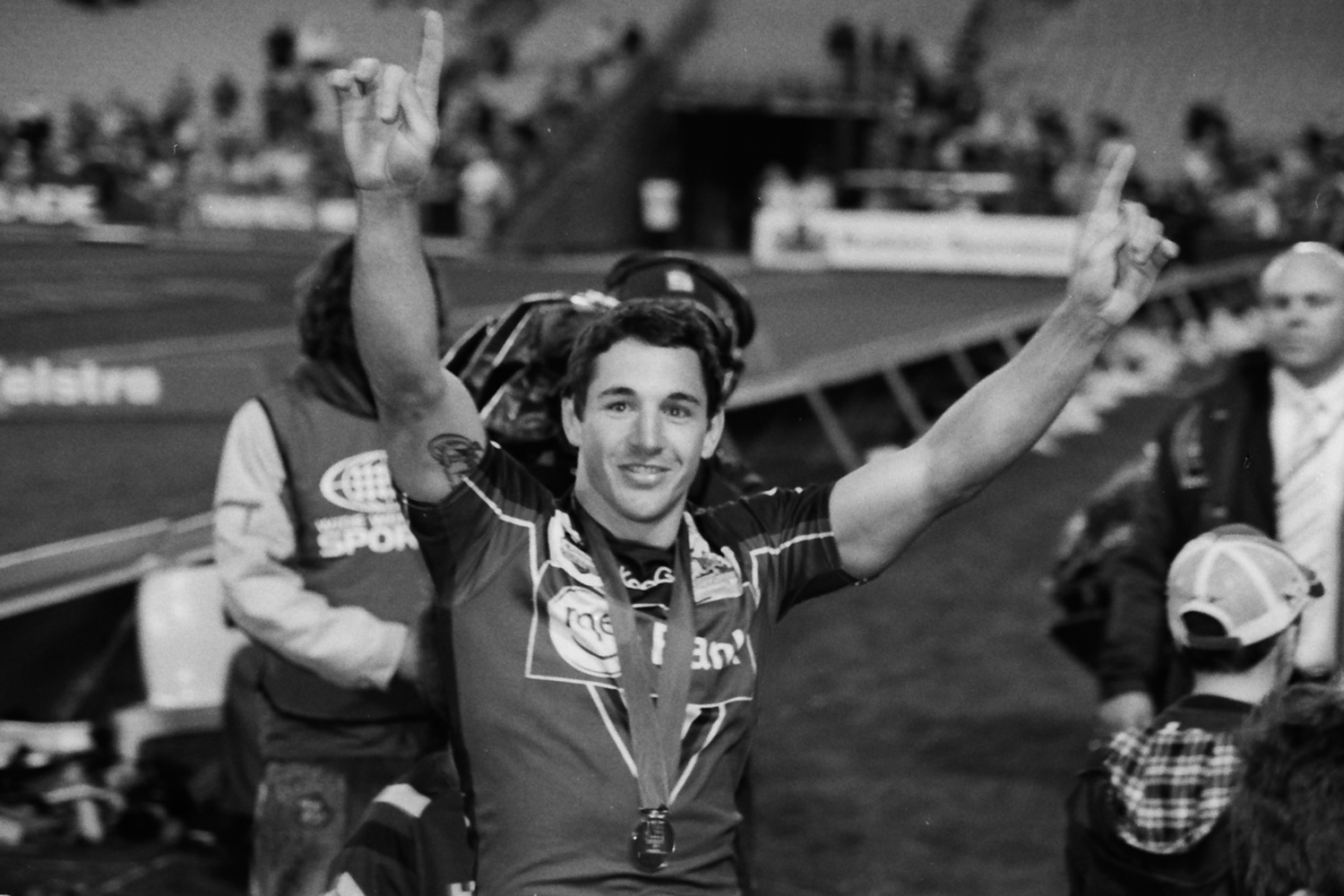
Billy Slater sous le maillot du Melbourne Storm.

Lors de ces trois saisons 2006, 2007 et 2008, la franchise de Melbourne Storm remporte les trois calendriers réguliers, atteint à trois reprises la finale et remporte le titre une fois. Cette victoire a lieu en 2007 contre les Manly-Warringah Sea Eagles, ces derniers prenant leur revanche en 2008 en battant Melbourne 40-0. En 2006, les Brisbane Broncos remportent leur troisième titre en NRL en battant Melbourne 15-8, il s'agit de la première finale de NRL sans la présence d'une franchise de Nouvelle-Galles du Sud.
Les affluences dans les stades restant stables et les audiences télévisuelles augmentant, la NRL décide alors d'intégrer une nouvelle franchise en NRL avec l'arrivée des Gold Coast Titans. En 2008, la NRL fête le centenaire de l'introduction du rugby à XIII en Australie. À cette occasion, une équipe du siècle composée des joueurs ayant marqué le rugby à XIII australien est annoncée.

#### 2009-2010: St George Illawarra Dragons au premier plan

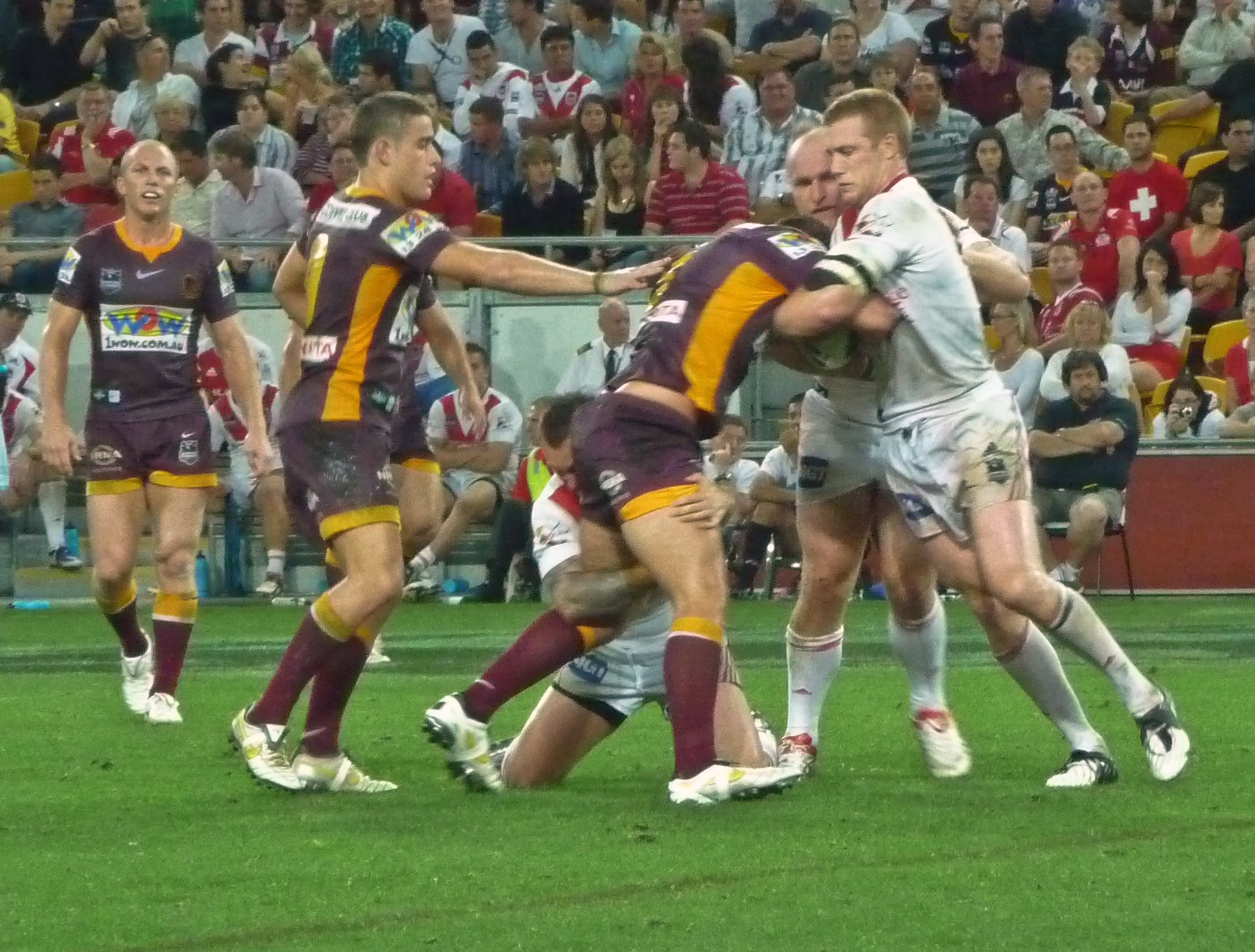
Demi-finale entre les Brisbane Broncos et les St George Illawarra Dragons en 2009.

Les deux années 2009 et 2010 sont dominées par les St George Illawarra Dragons, vainqueurs des deux saisons régulières et du titre en 2010 contre les Sydney Roosters 32-8. Toutefois, un scandale en 2010 éclate avec le non-respect du plafond salarial par le Melbourne Storm : ce dernier a mis en place un système de rémunérations parallèles afin de dépasser la masse salariale autorisée par la NRL. Ce système est imaginé par Brian Waldron (nommé entretemps manageur de la franchise de rugby à XV des Melbourne Rebels, poste auquel il doit renoncer. La sanction est la perte des deux titres acquis en 2007 et 2009 ainsi que les titres de saisons régulières (2006, 2007 et 2008) et une amende de 500 000 dollars australiens, soit plus 1,1 million d'euros à reverser aux quinze autres franchises. Cette sanction est la plus dure à l'encontre d'une franchise dans l'histoire de la NRL, qui a pour conséquence le retrait de quelques sponsors de Melbourne Storm. Enfin, la franchise ne peut se qualifier pour les phases finales de la NRL puisqu'aucun point ne lui est accordé.
Les affluences atteignent des records lors de l'année 2010 puisque la moyenne de spectateurs est de 17 367 spectateurs par match soit 3 490 778 spectateurs sur l'ensemble de la saison. Ce succès traduit dans les stades et dans les médias amènent de nombreuses demandes d'intégration de franchises.

#### 2011-2012: Australian Rugby League Commission
En décembre 2010, L’ARL et News Corporation annoncent leur intention de créer une nouvelle autorité indépendante qui gouvernera le rugby à XIII en Australie. Elle sera finalement créée le 10 février 2012 sous le nom de Australian Rugby League Commission. Elle remplace l’ARL et contrôle donc la NRL, le State of Origin et l'équipe nationale australienne. News Corporation ne joue donc désormais plus aucun rôle dans l’organisation du rugby à XIII en Australie.
Une des premières décisions majeures de la nouvelle entité a été d'abandonner le McIntyre Final Eight System, utilisé en phase finale depuis 1999, et de le remplacer par celui utilisé par la Super League et par la AFL. Selon ce système, le premier tour des playoffs est découpé en deux tableaux : le premier voit s'affronter les quatre meilleures équipes du classement final (1er contre 4e et 2e contre 3e) et le second, les 4 équipes suivantes (5e contre 8e et 6e contre 7e). Les perdants du second tableau sont éliminés. Les perdants du premier tableau restent en lice et affrontent les vainqueurs du second tableau au deuxième tour, en gardant l'avantage du terrain. Les vainqueurs du premier tableau sont qualifiés d'office pour le troisième tour où ils affronteront les vainqueurs du deuxième tour. La Grand final se joue ensuite entre les deux derniers survivants .
Lors de la saison 2020, la NRL est interrompue pendant plus de deux mois en raison du coronavirus (Covid-19). Seule la première journée de championnat s'est déroulé dans des stades en présence de spectateurs. Dès la deuxième journée, les stades étaient vides, la Fox proposant simplement des live en parallèle avec vidéos suivant les réactions des familles. Le 22 mars, la rencontre entre les Gold Coast Titans et les Paramatta Eels marque la dernière rencontre avant la suspensions de la saison. Après de longues tractations, ce n'est que deux mois plus tard, le 28 mai, que la saison reprend, mettant aux prises les Paramatta Eels, une nouvelle fois à l'extérieur et dans un stade à huis clos, face aux Brisbane Broncos.

## Les équipes
La NRL est composée de dix franchises basées dans la Nouvelle-Galles du Sud, trois dans le Queensland, une à Victoria et dans le territoire de la capitale australienne et enfin une en Nouvelle-Zélande. Le championnat étant fermé, il n'y a pas de division et de système de relégation ou de promotion.
La carte ci-contre indique la localisation des franchises actuelles opérant dans la NRL, en haut sont représentées l'Australie et la Nouvelle-Zélande, en bas la zone urbaine de Sydney.
Pour chaque équipe, les renseignements suivant sont aussi donnés :
- le nom de l'équipe,
- la ville où évolue l'équipe (avec le nom de l'État),
- le nom du stade,
- la date de la première saison dans la NRL ou NSWRL.

### Franchises disparues ou qui ont fusionné
| Années | Nom de l'équipe                        | Nouvelle appellation de l'équipe |
| ------ | -------------------------------------- | -------------------------------- |
| 1999   | Balmain Tigers Western Suburbs Magpies | Wests Tigers                     |
| 2000   | St. George Dragons Illawarra Steelers  | St. George Illawarra Dragons     |
| 2000   | Manly Sea Eagles North Sydney Bears    | Northern Eagles                  |

| Années | Nom de l'équipe   | Nouvelle appellation de l'équipe |
| ------ | ----------------- | -------------------------------- |
| 2001   | Auckland Warriors | New Zealand Warriors             |
| 2002   | Northern Eagles   | Manly Sea Eagles                 |

#### Anciennes franchises
- Cumberland (1908-1908)
- Newcastle Rebels (1908-1909)
- Annandale Dales (1910-1920)
- Glebe Dirty Reds (1908-1929)
- University (1920-1937)
- Newtown Jets (1908-1983)
- WA Reds (1995-1997)
- Hunter Mariners (1997-1997)
- South Queensland Crushers (1995-1997)
- Adelaide Rams (1997-1998)
- Gold Coast Chargers 1988-1998)

### Dépôt de demandes d'intégration de nouvelles franchises
En 2011, six demandes officielles sont déposées et seront examinées en 2012/2013 : le retour des North Sydney Bears sous le nom de « Central Coast Bears  », une franchise basé à Perth avec le renouveau de l'ancien pensionnaire de la Super League WA Reds (en Australie-Occidentale), un projet d'une franchise créée en Papouasie-Nouvelle-Guinée soutenu par le gouvernement local qui y voit un bénéfice social et économique, un projet dans le Queensland central basé à Rockhampton, un projet dans le Queensland à Ipswich et enfin un autre projet dans le Queensland annoncé par le président de la NRL basé à Brisbane. La NRL propose également un fond de huit millions de dollars australiens pour toute franchise décidant de se relocaliser dans une zone stratégique identifiée, ceci pour l'expansion du rugby à XIII en Australie qui est concurrencé principalement par le football australien.
Ce n'est qu'en 2023 qu'une nouvelle équipe fait ses débuts en NRL avec l'arrivée des Dolphins basés dans le Queensland.

### Palmarès
Le tableau ci-dessous indique les vainqueurs et finalistes de la finale de la NRL, puis le vainqueur de la saison régulière, ainsi que l'affluence lors de la finale. Le Melbourne Storm qui avait remporté le titre de la NRL en 2007 et 2009, et de saison régulière en  2006, 2007 et 2008, s'est vu retirer ses titres à la suite de la découverte du dépassement de leur plafond salarial (sanction qui va de l'année 2006 à 2009), c'est la raison pour laquelle son nom est barré.
| Années | Champions            | score | Finalistes           | Affluence | Premiers de la saison régulière |
| 1998   | Brisbane             | 38-12 | Canterbury-Bankstown | 40 857    | Brisbane                        |
| 1999   | Melbourne            | 20-18 | St. George Illawarra | 107 999   | Cronulla-Sutherland             |
| 2000   | Brisbane             | 14-6  | Sydney Roosters      | 94 277    | Brisbane                        |
| 2001   | Newcastle            | 30-24 | Parramatta           | 90 414    | Parramatta                      |
| 2002   | Sydney Roosters      | 30-8  | New Zealand          | 80 130    | New Zealand                     |
| 2003   | Penrith              | 18-6  | Sydney Roosters      | 81 166    | Penrith                         |
| 2004   | Canterbury-Bankstown | 16-13 | Sydney Roosters      | 82 127    | Sydney Roosters                 |
| 2005   | Wests Tigers         | 30-16 | North Queensland     | 82 453    | Parramatta                      |
| 2006   | Brisbane             | 15-8  | Melbourne            | 79 609    | Melbourne                       |
| 2007   | Melbourne            | 34-8  | Manly-Warringah      | 81 392    | Melbourne                       |
| 2008   | Manly-Warringah      | 40-0  | Melbourne            | 80 388    | Melbourne                       |
| 2009   | Melbourne            | 23-16 | Parramatta           | 82 538    | St. George Illawarra            |
| 2010   | St. George Illawarra | 32-8  | Sydney Roosters      | 82 334    | St. George Illawarra            |
| 2011   | Manly-Warringah      | 24-10 | New Zealand          | 81 988    | Melbourne                       |
| 2012   | Melbourne            | 14-4  | Canterbury-Bankstown | 82 976    | Canterbury-Bankstown            |
| 2013   | Sydney Roosters      | 26-18 | Manly-Warringah      | 81 491    | Sydney Roosters                 |
| 2014   | South Sydney         | 30-6  | Canterbury-Bankstown | 83 833    | Sydney Roosters                 |
| 2015   | North Queensland     | 17-16 | Brisbane             | 82 758    | Sydney Roosters                 |
| 2016   | Cronulla-Sutherland  | 14-12 | Melbourne            | 83 625    | Melbourne                       |
| 2017   | Melbourne            | 34-6  | North Queensland     | 79 722    | Melbourne                       |
| 2018   | Sydney Roosters      | 21-6  | Melbourne            | 82 688    | Sydney Roosters                 |
| 2019   | Sydney Roosters      | 14-8  | Canberra             | 82 922    | Melbourne                       |
| 2020   | Melbourne            | 26-20 | Penrith              | 40 000    | Penrith                         |
| 2021   | Penrith              | 14-12 | South Sydney         | 39 322    | Melbourne                       |
| 2022   | Penrith              | 28-12 | Parramatta           | 82 415    | Penrith                         |
| 2023   | Penrith              | 26-24 | Brisbane             | 81 947    | Penrith                         |
| 2024   | Penrith              | 14-6  | Melbourne            | 80 156    | Melbourne                       |
| 2025   |                      |       |                      |           |                                 |

### Palmarès par équipe
| Rang | Clubs                         | Titre(s) | Année(s)                       |
| ---- | ----------------------------- | -------- | ------------------------------ |
| 1    | Penrith Panthers              | 5        | 2003, 2021, 2022, 2023 et 2024 |
| 2    | Melbourne Storm               | 4        | 1999, 2012, 2017 et 2020       |
| 2    | Sydney Roosters               | 4        | 2002, 2013, 2018 et 2019       |
| 4    | Brisbane Broncos              | 3        | 1998, 2000 et 2006             |
| 5    | Manly-Warringah Sea Eagles    | 2        | 2008 et 2011                   |
| 6    | Cronulla-Sutherland Sharks    | 1        | 2016                           |
| 6    | North Queensland Cowboys      | 1        | 2015                           |
| 6    | South Sydney Rabbitohs        | 1        | 2014                           |
| 6    | St. George Illawarra Dragons  | 1        | 2010                           |
| 6    | Wests Tigers                  | 1        | 2005                           |
| 6    | Canterbury-Bankstown Bulldogs | 1        | 2004                           |
| 6    | Newcastle Knights             | 1        | 2001                           |

## Trophées décernés aux joueurs ou aux équipes

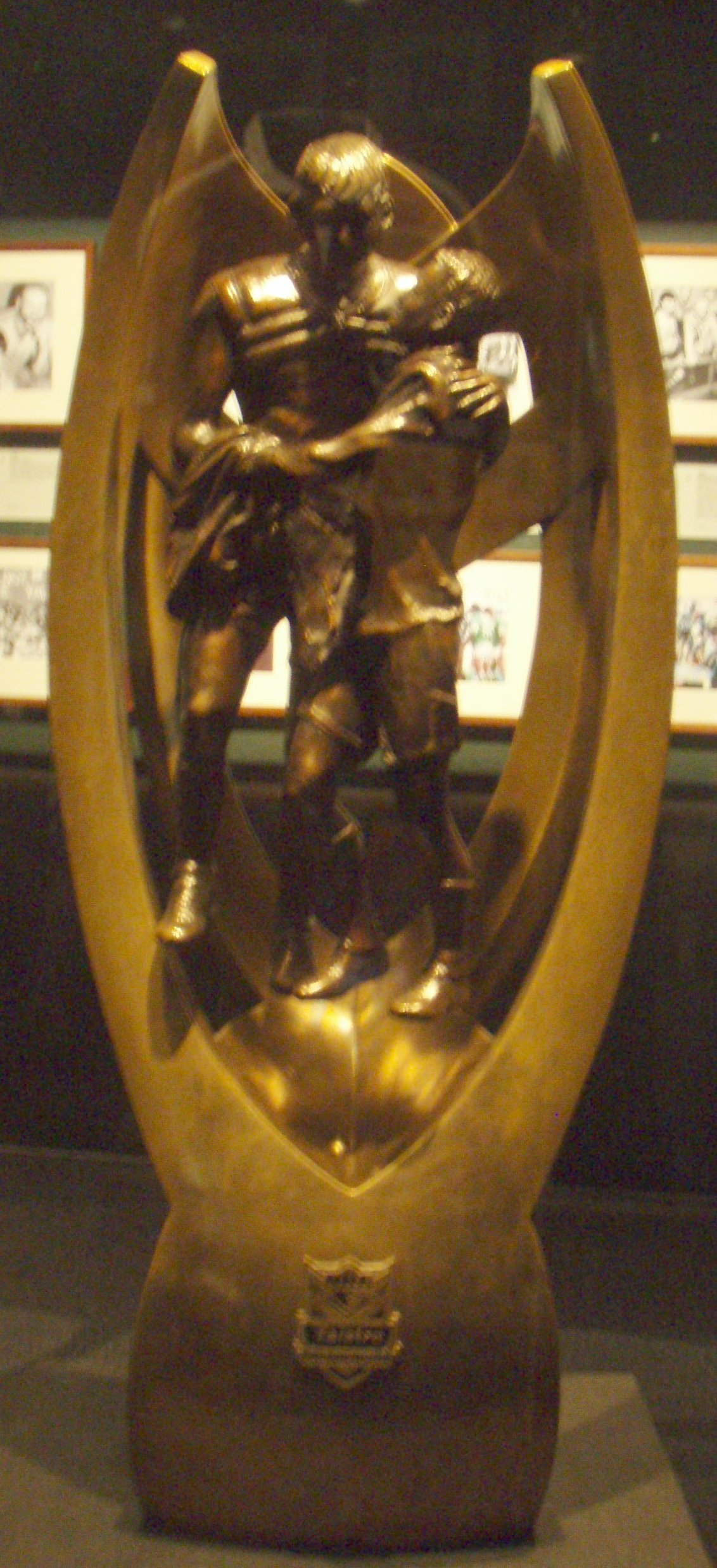
Le NRL Trophy

Cette section présente les divers trophées décernés à la fin de chaque saison. Il s'agit, soit de trophées d'équipe (comme la NRL Trophy, le plus prestigieux d'entre tous), soit des trophées individuels pour les joueurs et entraîneurs.
Ces trophées ont été instaurés au fil des saisons, afin de récompenser le talent ou le rendement des joueurs (ou des équipes) de la NRL.

### Trophées d'équipe
NRL Trophy
Le NRL Trophy est le plus prestigieux trophée et il est remis à l'équipe qui remporte la Grande Finale de la National Rugby League. Trophée en bronze en trois dimensions représentant une photo célèbre appelée « The Gladiators », celle-ci comprenait Norm Provan et Arthur Summons des Western Suburbs après la grande finale de 1963. Cette image est devenue symbolique de la camaraderie dans le rugby à XIII. Cette sculpture est inspirée de la Winfield Cup, trophée récompensant le vainqueur de la grande finale du championnat de Nouvelle-Galles du Sud de 1982 à 1994 et de l'ARL en 1995, sculpté par le Néo-Zélandais Alan Ingham.

### Trophées de joueurs et entraîneurs
Dally M Medal

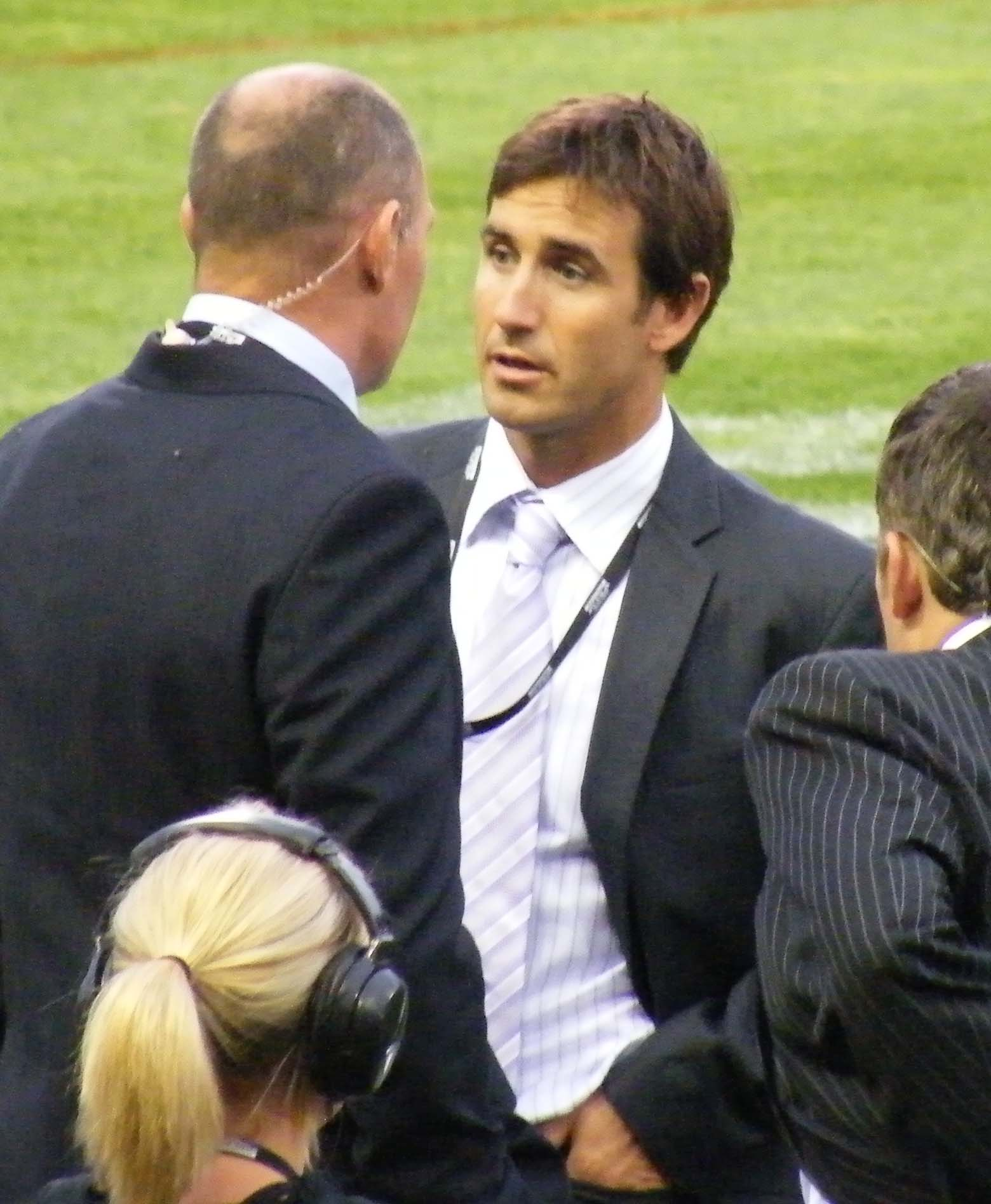
Andrew Johns, trois fois vainqueur de la Dally M Medal.

La Dally M Medal est le titre individuel le plus prestigieux, récompensant le meilleur joueur de la saison. Cette récompense qui porte le nom du joueur Dally Messenger (déterminant lors de l'introduction du rugby à XIII en Australie au début du XXe siècle) a été créée en 1980 par le journal du Daily Mirror du temps du championnat de Nouvelle-Galles du Sud. Pour chaque match, un juge attribue 3, 2 et 1 points aux meilleurs joueurs du match, à la fin de la saison le joueur qui comptabilise le plus de points remporte la médaille. Depuis 1998, Johnathan Thurston est l'unique joueur à l'avoir remporté à quatre reprises, suivi d'Andrew Johns qu'il l'a remporté à trois reprises. Pour la première fois en 2014, il y a 2 vainqueurs: Johnathan Thurston et Jarryd Hayne.
Clive Churchill Medal
La Clive Churchill Medal est une distinction récompensant l'homme du match de la finale de la National Rugby League. Créée en 1986, elle récompense alors l'homme du match de la finale du New South Wales Rugby League entre 1986 et 1994, puis de la finale de l'Australian Rugby League entre 1995 et 1997 et enfin depuis 1998 de la National Rugby League. Le nom de la récompense « Clive Churchill » est en hommage à un grand joueur de rugby à XIII australien. Le jury, qui décerne cette récompense, est composé de sélectionneurs de l'équipe nationale d'Australie
Autres Dally M Medal
Divers Dally M Medal récompensent les joueurs en fonction de différents critères : le meilleur débutant, le capitaine de l'année, l'entraîneur de l'année, le meilleur marqueur d'essais et le meilleur scoreur. Enfin une équipe de l'année est déterminée avec un joueur à chaque poste : arrière, ailier, centre, demi d'ouverture, demi de mêlée, troisième ligne, deuxième ligne, pilier et talonneur.

## Impact de la NRL

### Matchs de prestige
Au cours d'une saison de la NRL, divers matchs de prestige sont disputés par les joueurs de la ligue.
State of Origin

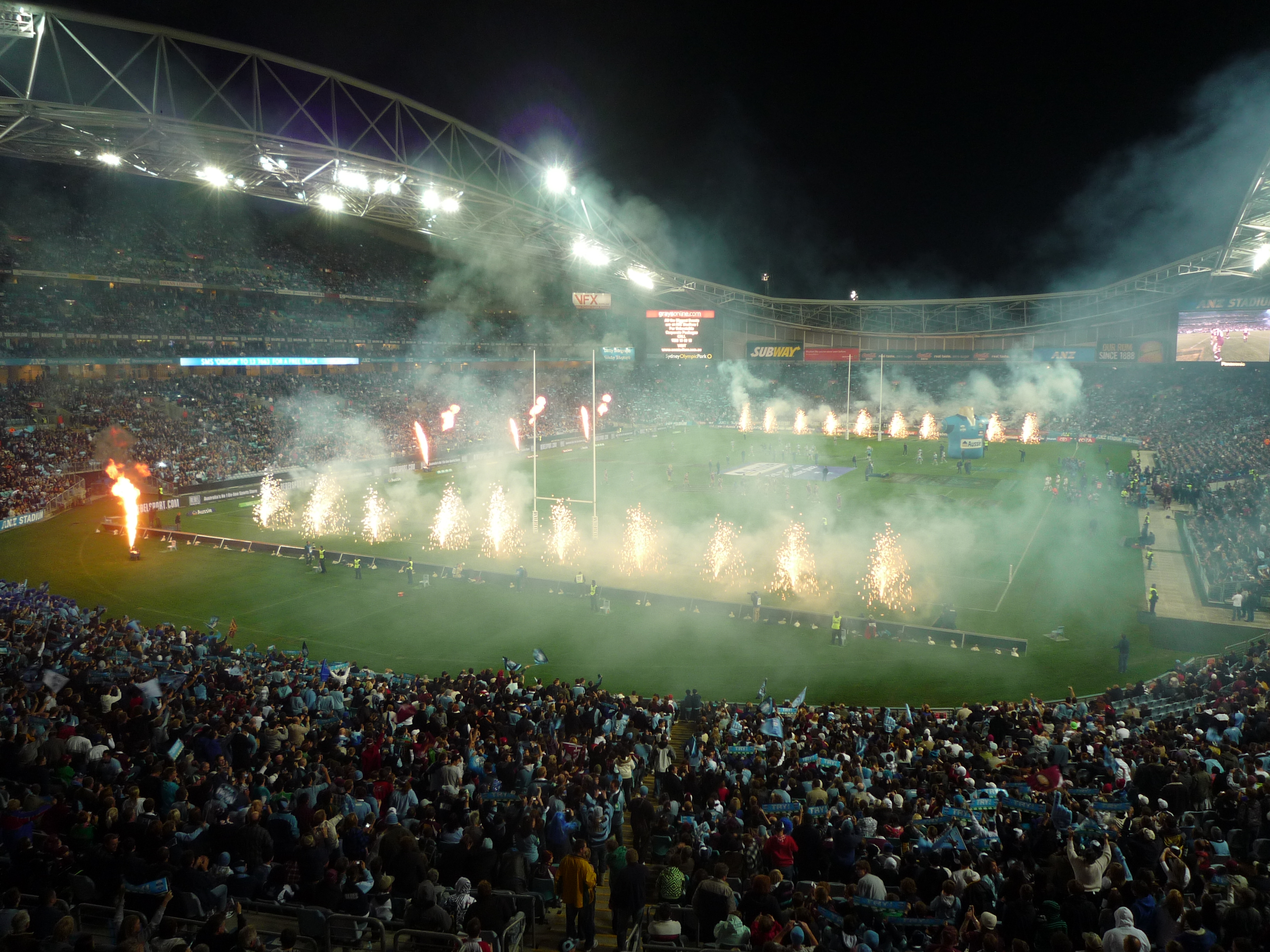
State of Origin.

Le State of Origin est une série annuelle disputée entre mai et juin de trois matchs de rugby à XIII opposant deux sélections australiennes : New South Wales Blues (représentant l'État de la Nouvelle-Galles du Sud) et Queensland Maroons (représentant l'État du Queensland). Créé en 1980, il s'agit d'un des évènements annuels les plus importants et attractifs d'Australie garantissant de fortes audiences télévisuelles et des stades à guichets fermés. Les joueurs sont sélectionnés non pas en raison de leurs franchises respectives où ils évoluent mais de leur État où ils ont disputé leur premier match senior (soit Nouvelle-Galles du Sud soit Queensland). S'appuyant sur cette rivalité, ces matchs sont perçus avec une incroyable intensité et d'un très haut niveau rugbystique,,,,.
City vs Country Origin
Le City vs Country est une rencontre annuelle de rugby à XIII en Nouvelle-Galles du Sud (Australie) entre deux équipes appelées City et Country. La City est l'équipe représentative de Sydney et de son aire métropolitain, tandis que la Country représente le reste de l'État de Nouvelle-Galles du Sud. Les meilleurs joueurs évoluent pour la plupart à Sydney et rend la Country non-compétitive. C'est ainsi que tous joueurs originaires de franchises hors de Sydney sont éligibles pour représenter la Country. Les joueurs sélectionnés jouent tous dans la NRL. Le match se déroule dans le calendrier annuel avant les trois rencontres du State of Origin.
ANZAC Test
L'ANZAC Test est une rencontre annuelle de rugby à XIII entre les sélections d'Australie et la Nouvelle-Zélande qui se déroule près de la date de la Journée de l'ANZAC (ANZAC étant l'acronyme de « Australian and New Zealand Army Corps »).
Match des All Stars de la NRL
Le match des Alls Stars de la NRL est une compétition annuelle de rugby à XIII australien opposant les Indigenous All Stars aux NRL All Stars. Le premier All Stars game (match des Étoiles) opposa le 13 février 2010 les Indigenous All Stars, sélection des meilleurs treizistes d'ascendance aborigène ou issus du Détroit de Torrès, jouant en NRL à une équipe de vedettes non indigènes, les NRL All Stars (de fait, largement constituée de joueurs d'origine(s) polynésienne et/ou mélanésienne).

## Statistiques et records
De nombreux records ont été établis par les différents clubs participant à cette compétition.
À ce jour, le record d'affluence moyenne en une saison est de 17 367 spectateurs par match, réalisé lors du championnat 2010, alors que le record d'affluence pour un match est détenu par la confrontation entre Melbourne et St. Georges Illawarra du 26 septembre 1999 au Stadium Australia, avec 107 999 spectateurs.

### Joueurs
|   | Joueurs            | Buts  |
| - | ------------------ | ----- |
| 1 | Cameron Smith      | 2 786 |
| 2 | Hazem El Masri     | 2 418 |
| 3 | Johnathan Thurston | 2 222 |
| 4 | Andrew Johns       | 2 176 |
| 5 | Jarrod Croker      | 2 168 |

|   | Noms                 | Matchs |
| - | -------------------- | ------ |
| 1 | Ken Irvine           | 212    |
| 2 | Billy Slater         | 190    |
| 3 | Steve Menzies        | 180    |
| 4 | Brett Morris         | 172    |
| 5 | Andrew Ettingshausen | 165    |

### Popularité

#### Dans les stades
| Saison                   | 1998      | 1999      | 2000      | 2001      | 2002      | 2003      | 2004      |
| ------------------------ | --------- | --------- | --------- | --------- | --------- | --------- | --------- |
| Moyenne spect. par match | 11 546    | 14 821    | 15 195    | 14 043    | 14 054    | 15 321    | 15 567    |
| Total de spectateurs     | 2 921 264 | 3 156 924 | 2 902 227 | 2 682 210 | 2 656 198 | 2 895 740 | 2 942 231 |
| Saison                   | 2005      | 2006      | 2007      | 2008      | 2009      | 2010      | 2011      |
| Moyenne spect. par match | 17 337    | 16 484    | 16 577    | 16 321    | 17 094    | 17 367    | 17 243    |
| Total de spectateurs     | 3 276 675 | 3 115 521 | 3 332 024 | 3 280 588 | 3 435 929 | 3 490 778 | 3 465 851 |
| Saison                   | 2012      | 2013      | 2014      | 2015      | 2016      | 2017      | 2018      |
| Moyenne spect. par match | 17 346    | 16 643    | 16 798    | 16 155    | 16 057    | 15 704    | 16 206    |
| Total de spectateurs     | 3 486 494 | 3 345 248 | 3 376 409 | 3 247 234 | 3 227 436 | 3 156 436 | 3 257 368 |

#### Dans les règles du rugby à XIII

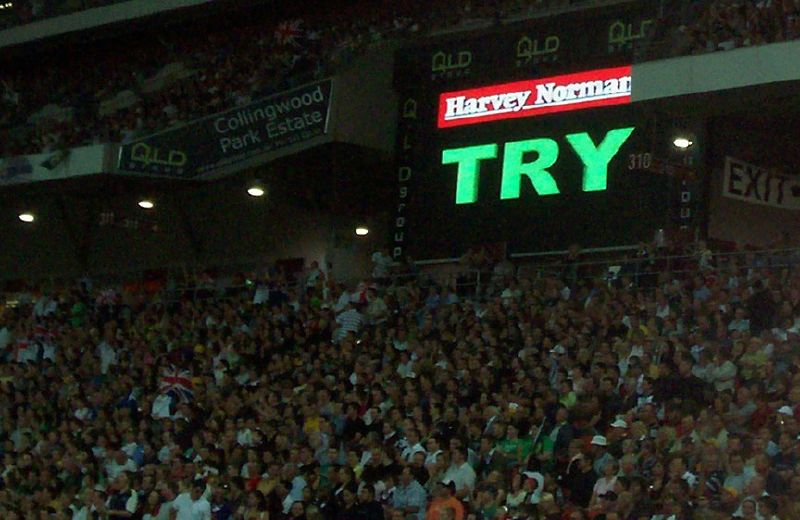
Confirmation d'un essai grâce à l'arbitrage vidéo.

Une avancée notable pour le corps arbitral est l'arbitrage vidéo, volonté tout d'abord de la Super League, celle-ci est effective à partir de la saison 1998. Son utilisation est destinée à valider ou invalider un essai. Cette innovation est reprise ensuite par les compétitions de rugby à XV. Également, en 2009, un arbitre assistant est désormais présent sur les terrains de la NRL.

#### Dans la culture
Depuis 2003, une franchise de jeux vidéo est créée : « NRL Rugby League ». Elle est développée par l'entreprise néo-zélandais Sidhe et distribuée par Home Entertainment Suppliers. La franchise a sorti les titres suivants : « NRL Rugby League » en 2003 (sur PlayStation 2, Xbox et Microsoft Windows), « NRL Rugby League 2 » en 2005 (sur PlayStation 2, Xbox et Microsoft Windows) et « NRL Rugby League 3 » en 2010 (sur Nintendo Wii). Le jeu est basé sur les licences officielles de la National Rugby League.

## Couverture médiatique

### En Australie
Trois matchs de NRL par semaine sont diffusés nationalement sur des chaines gratuites. Dans les États de Nouvelle-Galles du Sud et du Queensland ainsi que dans la capitale fédérale et le Territoire du Nord, les matchs sont diffusés par Channel Nine ou un de ses affiliés régionaux. Dans les autres états, ils sont diffusés par GEM, une des deux chaînes supplémentaires créées par Channel Nine depuis l’arrivée de la TNT.
Deux de ces trois matchs sont disputés le vendredi en soirée et font partie d’une soirée télévisée nommée Friday Night Football. L’un est diffusé en direct uniquement en Nouvelle-Galles du Sud et à Canberra et implique au moins une équipe de cette région. L’autre est diffusé en direct dans le Queensland et implique au moins un club de cet état. Le match non diffusé en direct est ensuite diffusé en différé dans chaque région respective.
Le troisième match accessible gratuitement est celui du dimanche après-midi. Il débute à 15h mais n’est diffusé en différé qu’à partir de 16h sur Channel Nine ou GEM selon les régions.
Avant mars 2012, GEM ne diffusait aucun match pour les autres régions d’Australie. Seule une rediffusion sur Channel Nine, généralement tard le soir après minuit, permettait aux téléspectateurs de ces régions de voir les matchs. Cette rediffusion existe encore aujourd'hui malgré la diffusion antérieure sur GEM.
Les autres matchs (cinq dans une ronde complète de huit matchs) sont diffusés par la chaîne payante Fox Sports et sont tous diffusés en direct. Le plus populaire est souvent celui du lundi soir, diffusé sous le nom de Monday Night Football.
Nine produit également une émission complétant la couverture gratuite de la NRL : le Footy Show, diffusé le jeudi soir et présentant les matchs du week-end et le Sunday Footy Show, diffusé dimanche matin et faisant le point sur les matchs joués vendredi et samedi.
À partir de 2013, un nouveau dispositif sera mis en place pour couvrir la NRL en télévision. Le contrat de diffusion sera signé dans le courant de la saison 2012. La presse sportive suit également le championnat, notamment les magazines spécialisés en rugby à XIII  comme Big League et Rugby League Review.

### Dans le reste de l'Océanie
En Nouvelle-Zélande, tous les matchs des Warriors sont diffusés en direct sur la chaîne câblée Sky Sports avec une rediffusion assurée par la chaîne gratuite Prime. D’autres pays de la zone pacifique proposent les matchs de la NRL sur des chaînes de base, incluant la Papouasie-Nouvelle-Guinée, Fidji et Tonga. Setanta Asia assure la couverture dans la plupart des pays asiatiques ; Australia Network diffuse les résumés des matchs dans la même zone géographique.

### Dans le reste du monde
Au Royaume-Uni, Premier Sport diffuse jusqu’à six rencontres par semaine. Sky Sports diffuse un magazine de 30 minutes intitulé NRL Full-time et composé de résumés des matchs du week-end précédent. Des magazines « papier » comme Rugby League World et Rugby Leaguer  & League Express couvrent également le championnat.
En France, des matchs sont diffusés par les chaines payantes du groupe Beinsport , et le championnat est suivi de manière exhaustive par le site internet XIII Mondial depuis la fin des années 2010. Les résultats du championnat sont donnés par Midi Olympique, le lundi, dans son « édition rouge ». La presse généraliste et la  presse de télévision nationale annoncent parfois les matchs retransmis à leurs lecteurs : c'est le cas du Nouvel Observateur ou même de Télérama.
Aux États-Unis, Fox Soccer diffuse plusieurs rencontrent par semaine. Au Canada, Sportsnet World diffuse jusqu’à six rencontrent par semaine ainsi qu’un magazine hebdomadaire produit en association avec la Canada Rugby League et comprenant les résumés contenus dans l’émission NRL Full-time de Sky Sports UK.
Tous les matchs de la NRL sont diffusés dans le monde entier sur le site livesport.tv moyennant abonnement. Dans les pays où une chaîne de télévision diffuse certains matchs en direct, les abonnés du site n’ont accès qu’aux rediffusions de ceux-ci.